# .ar
.ar es el código de país de Internet del dominio de nivel superior (ccTLD) de Argentina.
Dominios comunes
- .ar: Desde el 15 de septiembre de 2020 cualquier persona humana o jurídica, argentina o extranjera, puede registrar un dominio directamente en el '.ar' que esté disponible.
- .com.ar: Cualquier usuario, ya sea persona humana o jurídica, argentina o extranjera, puede registrar un dominio dentro de esta zona que esté disponible.
- .net.ar: Cualquier persona persona humana o jurídica, argentina o extranjera, puede registrar un nombre de dominio ‘.net.ar’ disponible, siguiendo los requisitos de la normativa vigente.

Dominios especiales
- .musica.ar: De uso exclusivo para los actores que componen la actividad musical de Argentina. Pueden registrar estos dominios aquellos usuarios inscriptos en el Registro Único de Músicos y Agrupaciones Musicales Nacionales o en el Registro de la Actividad Musical del Instituto Nacional de la Música (INAMU).
- .tur.ar: Reservada para agencias de viajes y turismo habilitadas por el Ministerio de Turismo y Deportes de la Nación, así como para los organismos de gobiernos provinciales o municipales que tengan competencia en materia de promoción turística de la provincia o municipio correspondiente.
- .org.ar: Reservada únicamente para organizaciones sin fines de lucro. Sólo pueden registrar este tipo de dominios Personas Jurídicas, argentinas o extranjeras.
- .gob.ar: De uso exclusivo para entidades pertenecientes al Gobierno Nacional, Provincial o Municipal, y la Ciudad Autónoma de Buenos Aires de la República Argentina.
- .mil.ar: De uso exclusivo para entidades pertenecientes a las Fuerzas Armadas de la República Argentina.
- .int.ar: De uso exclusivo para entidades que sean Representaciones Extranjeras u Organismos Internacionales con sede en la República Argentina, y hayan sido debidamente acreditados por el Ministerio de Relaciones Exteriores y Culto u otro organismo competente.
- .edu.ar: Es la zona exclusiva para todo tipo de actividades educativas. Actualmente, la responsabilidad de la operación está delegada en la ARIU (Asociación de Redes de Interconexión Universitaria). A la ARIU le atañe proveer la información relacionada con los nombres de dominios “.edu.ar” y facilitar su proceso de registro, modificación y actualización a todas las entidades educativas de la República Argentina (Asociación de Redes de Interconexión Universitaria).
- .senasa.ar: Reservada para personas humanas o jurídicas dedicadas a la comercialización en medios digitales de productos, artículos y/o servicios, vinculados al ámbito de competencia del Servicio Nacional de Sanidad y Calidad Agroalimentaria (Senasa).

- .coop.ar: De uso exclusivo para cooperativas inscriptas y con matrícula vigente ante el Instituto Nacional de Asociativismo y Economía Social (INAES).
- .mutual.ar: De uso exclusivo para mutuales inscriptas y con matrícula vigente ante el Instituto Nacional de Asociativismo y Economía Social (INAES).
- .bet.ar: De uso exclusivo de los Registros de Operadores de juego online validados. Solo pueden ser registrados por las Autoridades de Aplicación de las respectivas jurisdicciones.

El registro de dominios está a cargo de la Dirección Nacional del Registro de Dominios de Internet en el ámbito de la Secretaría Legal y Técnica de la Presidencia de la Nación Argentina.
En agosto de 2013 se implementó una actualización de la interfaz y sistema de la web de NIC Argentina para registrar dominios, haciendo su uso más fácil, amigable y rápido. La modificación ha causado un sinnúmero de quejas debido a errores en la página y problemas a la hora de actualizar los datos para quienes se encontraba ya en el viejo sistema. NIC (.ar) inicialmente había fijado hasta el 27 de octubre una renovación automática de los dominios ya registrados hasta que los antiguos usuarios logren familiarizarse con el sistema o presentar la documentación correspondiente, pero debido a la acumulación de quejas ha decidido prolongar esta fecha hasta el 31 de diciembre de 2013.
El 28/02/2014 se publicó en el boletín oficial la resolución 80/2013 de la Secretaría Legal y Técnica de la Presidencia de la Nación Argentina que establece los nuevos aranceles para los servicios que presta la dirección nacional del registro de dominios de internet.
Arancelamiento de la registración de los dominios de Internet según resolución 80/2013:
| Zona       | Alta     | Renovación |
| ---------- | -------- | ---------- |
| .ar        | $ 25.500 | $ 25.500   |
| .com.ar    | $ 8.500  | $ 8.500    |
| .net.ar    | $ 8.500  | $ 8.500    |
| .gob.ar    | $ 8.500  | $ 8.500    |
| .int.ar    | $ 42.500 | $ 42.500   |
| .mil.ar    | $ 8.500  | $ 8.500    |
| .musica.ar | $ 8.500  | $ 8.500    |
| .org.ar    | $ 8.500  | $ 8.500    |
| .tur.ar    | $ 8.500  | $ 8.500    |
| .senasa.ar | $ 42.500 | $ 42.500   |
| .coop.ar   | $ 8.500  | $ 8.500    |
| .mutual.ar | $ 8.500  | $ 8.500    |
| .bet.ar    | $ 64.000 | $ 64.000   |
| .seg.ar    | $ 42.500 | $ 42.500   |